# جوستافو ماندوكا
جوستافو ماندوكا (بالبرتغالية: Gustavo Manduca‏) (8 يونيو 1980 في البرازيل - ) هو لاعب كرة قدم برازيلي في مركز الهجوم. لعب مع أيك أثينا وغريميو بورتو أليغرينزي ونادي أبويل ونادي باسوش دي فيريرا ونادي بنفيكا ونادي ماريتيمو ونادي هلسنكي وF.C. Felgueiras ‏ وA.D. Esposende ‏ ونادي تشافيس وAtlantis FC ‏.

## وصلات خارجية
- جوستافو ماندوكا على موقع الاتحاد الأوربي (الإنجليزية)
- جوستافو ماندوكا على موقع قاعدة بيانات كرة القدم.إي يو (الإنجليزية)
- جوستافو ماندوكا على موقع Soccerway.com (الإنجليزية)
- جوستافو ماندوكا على موقع عالم كرة القدم.نت (الإنجليزية)
- جوستافو ماندوكا على موقع AS.com (الإسبانية)